# Taohuajiang (häradshuvudort i Kina, Hunan Sheng, lat 28,52, long 112,13)
Taohuajiang (kinesiska: T’ao-chiang-chen, T’ao-hua-chiang, T’ao-chiang, 桃花江, 桃江县) är en häradshuvudort i Kina. Den ligger i provinsen Hunan, i den södra delen av landet, omkring 90 kilometer nordväst om provinshuvudstaden Changsha. Antalet invånare är 769 863. Befolkningen består av 375 169 kvinnor och 394 694 män. Barn under 15 år utgör 16,0 %, vuxna 15-64 år 71 %, och äldre över 65 år 11,0 %.
Runt Taohuajiang är det tätbefolkat, med 383 invånare per kvadratkilometer. Taohuajiang är det största samhället i trakten. Trakten runt Taohuajiang består till största delen av jordbruksmark.
Genomsnittlig årsnederbörd är 1 732 millimeter. Den regnigaste månaden är maj, med i genomsnitt 322 mm nederbörd, och den torraste är december, med 52 mm nederbörd.